# Rollenverschluss
Der Rollenverschluss ist ein Verschluss-System für automatische Waffen. Es gibt vollständig verriegelte Rollenverschlüsse und solche, bei denen die Öffnung nur verzögert wird.

## Der vollständig verriegelte Stützrollenverschluss

Beispiel eines Stützrollenverschlusses:,
,
,
,

Der Stützrollenverschluss wird bei verschiedenen Gasdruckladern und Rückstoßladern benutzt. Er verriegelt den Verschlusskopf durch die seitlichen Rollen fest in den Kurvenstücken (vollständige Verriegelung). Das Steuerstück (Zapfen im Bild) verhindert dabei, dass die Rollen unter Belastung aus den Kurvenstücken in den Verschlusskopf gleiten. Erst wenn nach der Schussauslösung Gase durch die Gasentnahmebohrung im Lauf in den Gaszylinder eindringen und den Gaskolben bewegen, wird der Verschlussträger nach hinten bewegt. Dabei wird auch das Steuerstück aus dem Verschlusskopf gezogen. Der über den Patronenboden auf den Verschlusskopf wirkende Druck kann jetzt die Rollen aus den Kurvenstücken in den Verschlusskopf drücken, der damit entriegelt wird. Nun bewegt sich auch der Verschlusskopf zurück und zieht dabei die leere Hülse heraus. Nachdem die Hülse ausgeworfen wurde und die Teile des Verschlusses in ihrer hintersten Position sind, drückt eine Feder alle Teile wieder nach vorne und gleichzeitig wird eine neue Patrone zugeführt.

Der bekannteste Vertreter eines Rückstoßladers mit Stützrollenverschluss ist das MG 42 und seine Nachfolger. Bei dieser Waffe laufen Verschluss und Lauf gemeinsam zurück, bis sie durch Einschieben der Rollen getrennt werden. Nach dem gleichen Prinzip funktioniert die tschechoslowakische Pistole vz. 52 im Kaliber 7,62 × 25 mm Tokarew M1930.

Stützrollenverriegelung der vz. 52
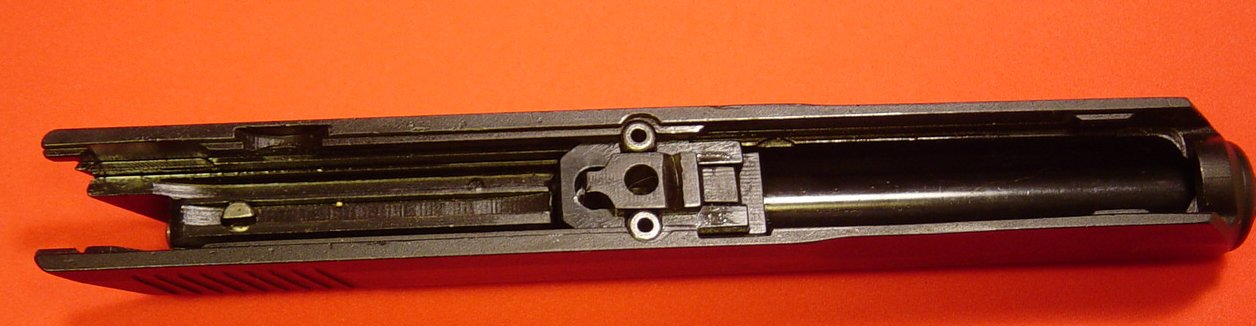
Vor dem Schuss sind Schlitten und Lauf miteinander verbunden.
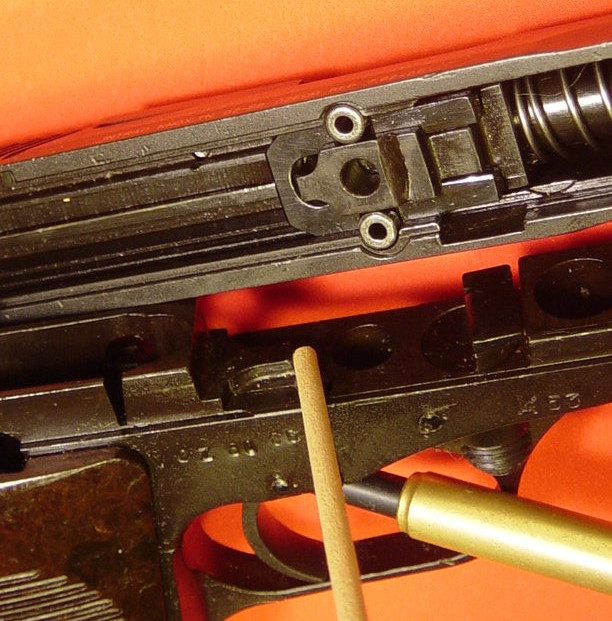
Nach dem Schuss bewegen sich Schlitten und Lauf gemeinsam zurück, bis das Steuerstück aufgehalten wird.
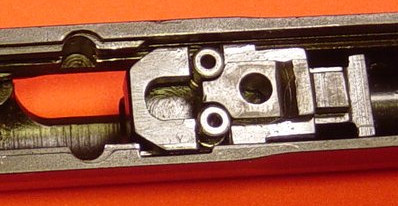
Danach bewegt sich der Schlitten alleine zurück, zieht die Patronenhülse aus der Patronenkammer, wirft die Patronenhülse aus und spannt den Hahn.

## Beweglich abgestützter Rollenverschluss

Beweglich abgestützter Rollenverschluss:
B: Durch das Auseinanderdrücken hat der ein Vielfaches der Strecke des zurückgelegt (Verhältnis ca. 3:1). Dadurch wird die Patronenhülse erst dann ausgezogen, nachdem der Gasdruck ausreichend abgesunken ist.

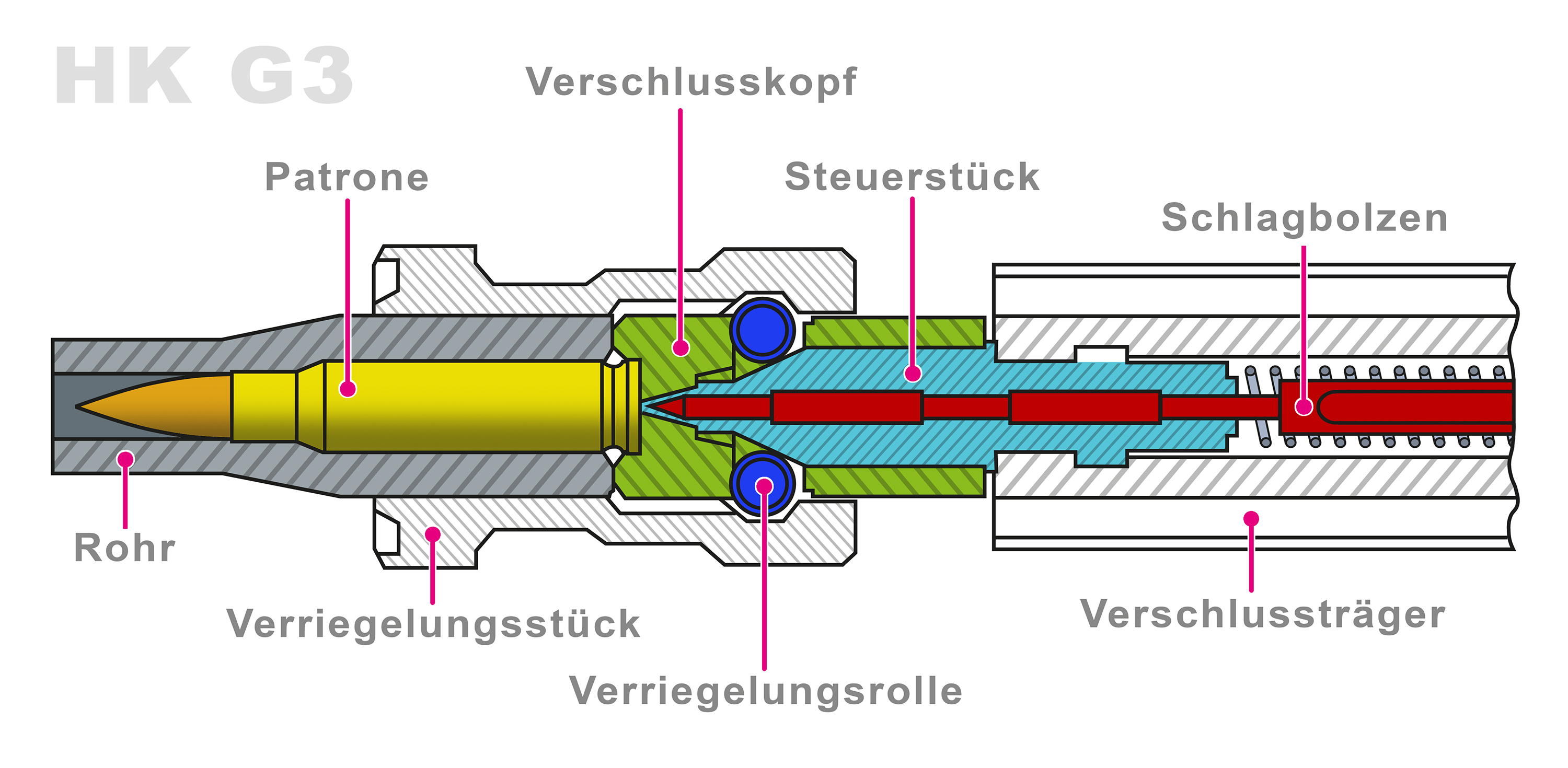
Schnittdarstellung des G3-Verschlusses

Der beweglich abgestützte Rollenverschluss ist ein verzögerter Masseverschluss, der die Trägheit von Massen ausnutzt, um das Öffnen des Verschlusses nach der Schussabgabe zu verzögern. Durch eine mechanische Übersetzung des Rücklaufes kommt er mit geringeren Massen aus,
wodurch er auch für Handfeuerwaffen mit leistungsstarken Kalibern geeignet ist. Der Aufbau und die Fertigung sind relativ kompliziert und aufwendig. Seine Vorteile liegen darin, dass sich während des Schusses relativ niedrige Massen geradlinig entlang der Laufachse bewegen. Dies wirkt sich
positiv auf die Präzision aus. Außerdem wird das System nicht durch Kraftspitzen beansprucht.

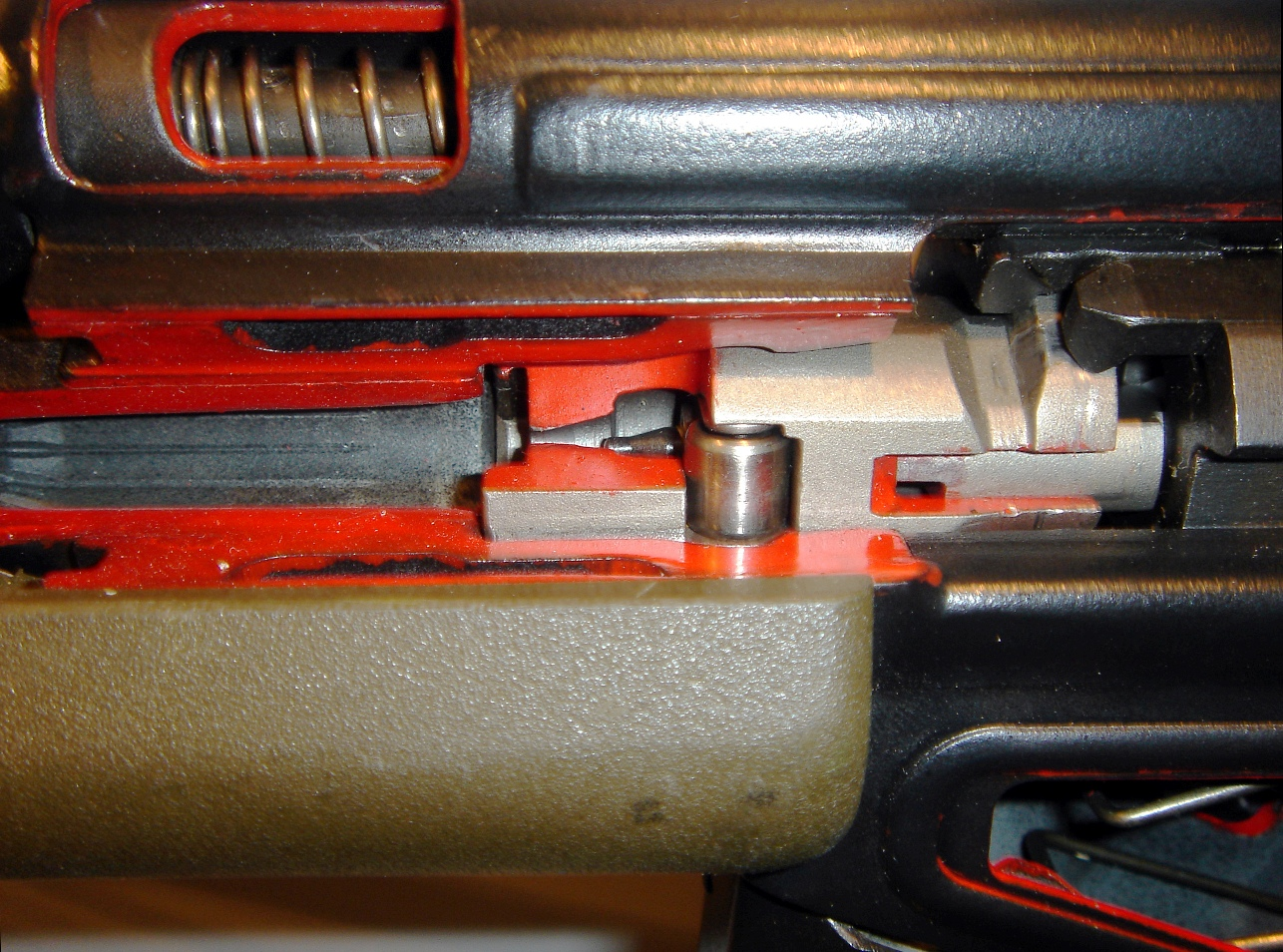
Gewehr G3: Druckausgleichsrillen im Patronenlager sichtbar

Der Verschlusskopf soll nach der Zündung der Patrone zunächst langsam zurücklaufen, damit die Patronenhülse aus dem Patronenlager erst dann ausgezogen wird, wenn der Druck im Lauf ausreichend gesunken ist. Der Verschlusskopf und der Verschlussträger sind jedoch zu leicht, um den Rücklauf durch ihre Masseträgheit zu verlangsamen. Daher wird der Verschlussträger durch einen Rollenmechanismus stärker beschleunigt als der Verschlusskopf (siehe auch Hebelgesetz). Durch seine Masseträgheit setzt der Verschlussträger dieser Beschleunigung eine Kraft entgegen (zweite Newtonsche Gesetz), die auf den Verschlusskopf wirkt (dritte Newtonsche Gesetz). Der Rücklauf des Verschlusskopfes wird dadurch verlangsamt.
Nach Abgabe des Schusses bewegt sich die Patronenhülse aufgrund des Gasdruckes im Patronenlager nach hinten; dabei stützt sich der Stoßboden im Verschlusskopf (im Bild grün) ab und bewegt diesen ebenfalls nach hinten. Damit sich der Verschlusskopf nach hinten bewegen kann, müssen jedoch die Rollen (blau) in den Verschluss gedrückt werden. Diese haben jedoch nur ausreichenden Platz im Verschlusskopf, wenn sich das Steuerstück (rot) nach hinten bewegt. Aufgrund der schrägen Winkel im Kurvenstück und am vorderen Teil des Steuerstückes müssen sich dabei für jeden Millimeter, den sich die Rollen durch das Kurvenstück nach innen drücken, das Steuerstück und der Verschlussträger (braun) um ein Vielfaches nach hinten bewegen. Steuerstück und Verschlussträger werden dadurch schneller als der Verschlusskopf. So kann der Verschluss eine höhere Bewegungsenergie aufnehmen. Der langsamere Verschlusskopf entfernt die Hülse erst dann ganz aus dem Patronenlager, wenn der Gasdruck auf ein sicheres Niveau abgefallen ist.
Durch Kannelierungen im vorderen Teil des Patronenlagers (Druckausgleichsrillen) wird der Gasdruck im Innern der Hülse sowie zwischen ihrer Außenfläche und dem Patronenlager ausgeglichen, um den durch das Anpressen der Hülse entstehenden Reibungswiderstand zu vermindern. Damit wird das Abreißen des Hülsenbodens und Hülsenrisse an anderen Stellen vermieden und ein problemloses Ausziehen der Hülse ermöglicht, zudem wird eine Funktionsreserve bereitgestellt. „Richtig ist sicherlich auch die Aussage, dass durch die Druckausgleichsrillen Funktions- und Sicherheitsprobleme nicht über das Verschlusssystem gelöst werden, sondern über das Hülsenmaterial.“
Der beweglich abgestützte Rollenverschluss wurde im Wesentlichen von Theodor Löffler und Ludwig Vorgrimler im Rahmen des Sturmgewehrs 45 entwickelt. Er wird vor allem bei Waffen von Heckler & Koch eingesetzt (siehe Rollenverschlusswaffen von Heckler & Koch). Beispiele hierfür sind die Pistole P9S, die Maschinenpistole MP5 und das Gewehr G3. Waffen anderer Hersteller sind z. B. das CETME, das CETME Ameli, das SIG 710 oder der Ohio Ordnance REAPR. 
Bei Pistolen ist der Verschluss in der Regel fest mit dem Gehäuse (Schlitten) verbunden. Diese beiden Bauteile laufen dann gemeinsam nach hinten. Um den Verschluss wieder vor zu drücken, ist eine Feder um den Lauf gewickelt, die bei der Schussabgabe durch das vordere Ende des Schlittens zusammengedrückt wird.

### Vorteile des beweglich abgestützten Verschluss-Systems
- Die Vorteile des Masseverschlusses bleiben erhalten.
- Es ist eine niedrige Ausziehgeschwindigkeit gewährleistet. Dieses sichert eine gute Abstützung des Verschlusses.
- Der Bewegungsverlauf von Verschlussteilen und Gehäuse folgt dem Gasdruck ohne zeitliche Verzögerung. Durch den gleichzeitigen spielfreien Beginn sämtlicher Bewegungen der Verschlussteile und des Gehäuses werden ruckartige und unkontrollierte Stöße vermieden.
- Die aus dem Rückstoß resultierende Kraft wirkt sich im zeitlichen Verlauf ohne Kraftspitzen aus. Dieses ist materialschonend.
- Sowohl Lauf als auch Verschluss führen keine drehenden oder kippenden Bewegungen aus, was der Präzision förderlich ist.
- Die Patronenhülse schiebt den Verschluss und wird nicht ausgezogen. Dadurch wird der Auszieher nur beim Auswerfen der Hülse aus der Waffe beansprucht.[3]

### Nachteile des beweglich abgestützten Verschluss-Systems

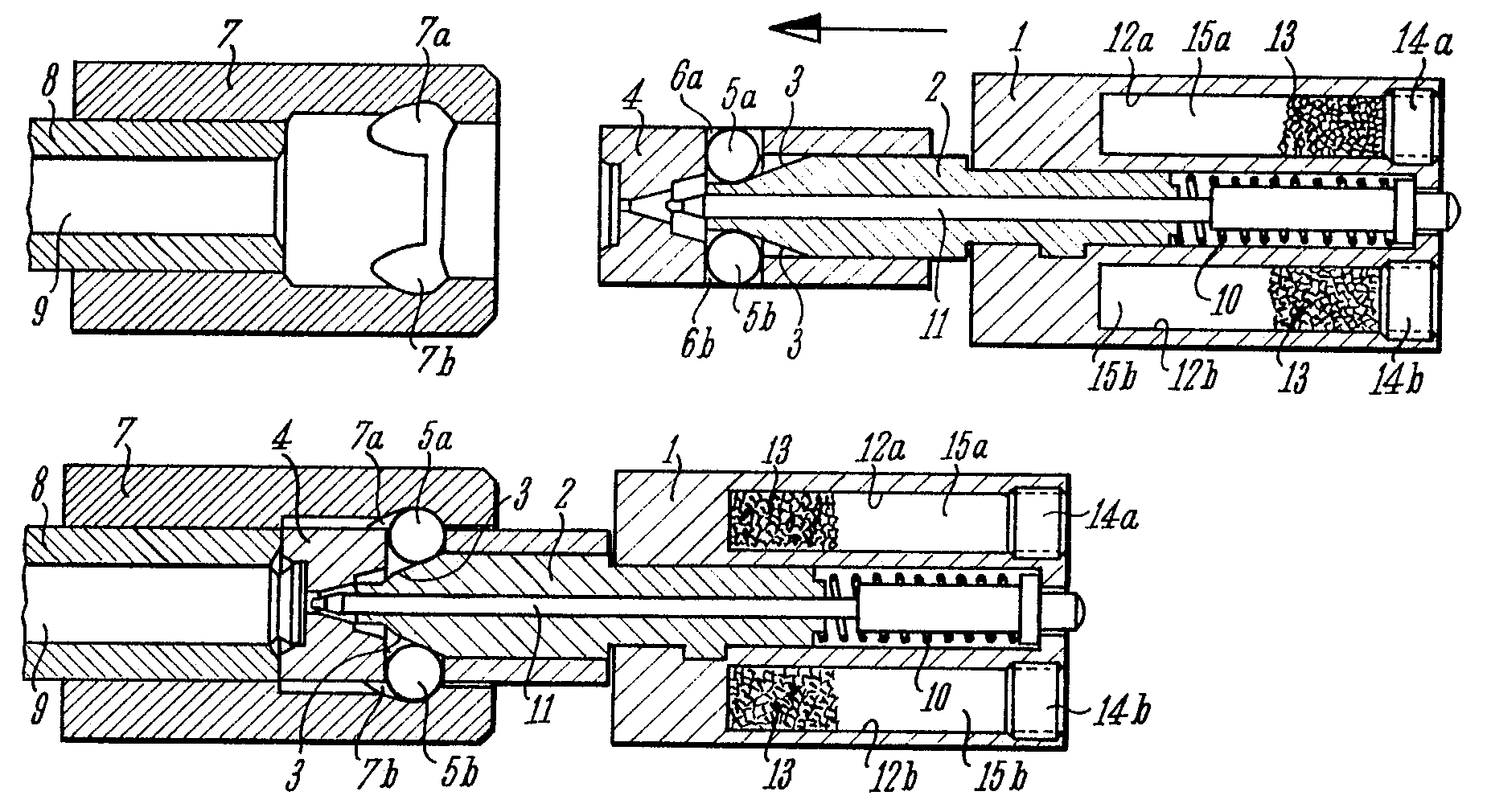
Rollenverschluss der HK MP5 in geöffneter und geschlossener Stellung. Die Nachschlagmasse (32,5 g Wolframgranulat) ist dunkelgrau (Benennung: Nr. 13) dargestellt.

- Da bei diesem System der rückwärts wirkende Impuls geteilt wird, kann es bei schwacher Munition vorkommen, dass der Impuls für den Verschluss zu klein wird und damit keine ausreichende Funktionsreserve zur Verfügung steht. Die Hülse wird dann also nicht ganz ausgezogen oder ausgeworfen und es wird keine neue Patrone zugeführt.
- Der Verschlussträgerabstand, also das Spiel zwischen Verschlusskopf und Verschlussträger ist genau zu beachten. Ist das Spiel zu klein oder zu groß, werden die Rollen nicht mehr korrekt in das Kurvenstück gedrückt. Dann kann eventuell die Hülse schon ausgezogen werden, wenn der Lauf noch unter Druck steht.
- Bei Dauerfeuer wird der Schlaghebel während des Verschlussvorlaufes ausgelöst und läuft diesem nach. Fällt die Einleitung der Zündung mit dem auftretenden Verschlussrückprall zusammen, ist die Zündung eingeleitet zu einem Zeitpunkt, in dem sich das Beschleunigungssystem nicht in der funktionsgerechten Stellung befindet; der Verschluss läuft zu schnell und öffnet zu früh. Aus diesem Grund ist eine Rückprallsicherung (Nachschlagmasse, die schiebend auf den Verschluss wirkt) notwendig.
- Operativ benötigt der Verschluss durch das Eindrücken der Rollen einen starken Impuls, d. h. der Verschluss muss mit schnellem (lautem) Zurückgleiten verschlossen werden, welches vom Gegner vernommen werden kann.

## Bekannte Waffen mit Rollenverschluss
- Sturmgewehr 45
- Maschinengewehr 42 / MG3
- HK G3
- Sturmgewehr 1957
- HK P9S